# 세리 (희극인)
세리(본명: 이세레나, 1971년 8월 25일 ~ )은 대한민국의 가수, 희극인이다.

## 학력
- 서울예술대학교 연극학과 졸업

## 영화
- 1990년 《삼토스와 댕기똘이》
- 1994년 《티라노의 발톱》

## 방송

### 텔레비전
- 아이러브 트로트 (실버TV)

## 음반
- 2004년 1집 레이디
- 2012년 2집 저기요

## 수상
- 1992년 대학개그제 은상 수상